# 阿尔穆瓦
阿尔穆瓦（法語：Armoy，法語發音：[aʁmwa]）是法国上萨瓦省的一个市镇，属于托农莱班区。

## 地理
阿尔穆瓦（46°20'54"N, 6°31'12"E）面积4.95 平方千米，位于法国奥弗涅-罗讷-阿尔卑斯大区上萨瓦省，该省份为法国东部省份，历史上为薩伏依的一部分，北与瑞士接壤，西接安省，南至萨瓦省，东与瑞士和意大利接壤。
与阿尔穆瓦接壤的市镇（或旧市镇、城区）包括：阿兰日、费泰尔讷、马兰、托农莱班。

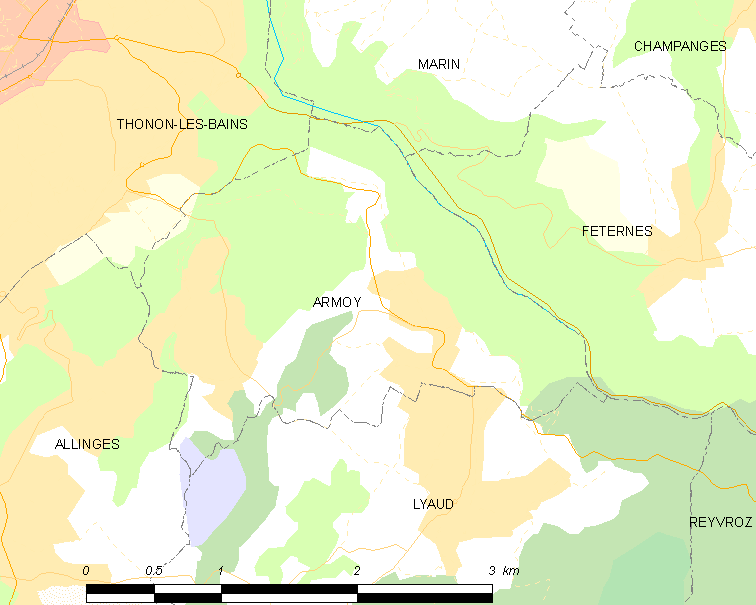
阿尔穆瓦的OSM定位图

阿尔穆瓦的时区为UTC+01:00、UTC+02:00（夏令时）。

## 行政
阿尔穆瓦的邮政编码为74200，INSEE市镇编码为74020。

## 政治
阿尔穆瓦所属的省级选区为托农莱班县。

## 人口

1962-2008年间阿尔穆瓦人口变化图示

阿尔穆瓦于2022年1月1日时的人口数量为1501人。